# Problem zla
Problem zla u filozofiji religije označava pitanje o tome kako pomiriti egzistenciju zla s egzistencijom božanstva koje je svemoguće, sveznajuće i svedobro (vidi teizam). Argument zla pokušava pokazati da je koegzistencija zla i takva božanstva nevjerojatna ili nemoguća te pokušava pokazati da je suprotno poznato u tradiciji kao teodiceja.
Širok raspon odgovora dan je u problemu zla. Oni uključuju objašnjenje da je Božji čin stvaranja i Božji čin suđenja jedan te isti čin. Vjeruje se da će Božja osuda zla biti izvršena i izražena u svijetu koji je on stvorio; presuda koja je nezaustavljiva zbog Božje svemoguće i samouvjerene volje; konstantna i vječna presuda koja je objavljena i izrečena ostalim ljudima na sudnji dan. U ovakvu objašnjenju Bog se smatra dobrim jer je njegova presuda o zlu dobra presuda. Ostala objašnjenja uključuju objašnjenje zla kao rezultata slobodne volje koju su Božji stvorovi zlorabili, motrište da je naša patnja potrebna radi osobnog i duhovnog rasta, a skepticizam koji se tiče sposobnosti ljudi da razumiju Božje razloge radi dopuštanja egzistencije zla. Zamisao da zlo potječe od zloporabe slobodne volje također bi bilo inkompatibilno božanstvu koje bi moglo znati sve buduće događaje i stoga eliminirati našu sposobnost da 'činimo drugačije' u bilo kojoj situaciji što eliminira mogućnost slobodne volje.
Mnogo rasprava o zlu i srodnim problemima postoji u ostalim filozofskim poljima poput sekularne etike i znanstvenim disciplinama poput evolucijske etike. No "problem zla" najčešće se shvaća kao da je postavljen u teološkom kontekstu.